# Urochordeuma porona
Urochordeuma porona är en mångfotingart som beskrevs av Chamberlin 1941. Urochordeuma porona ingår i släktet Urochordeuma och familjen Urochordeumatidae. Inga underarter finns listade i Catalogue of Life.